# Ciclone Magda (2010)
O ciclone tropical severo Magda foi um ciclone tropical que afetou o noroeste da Austrália em meados de janeiro de 2010. Sendo o sexto sistema tropical e o segundo ciclone tropical severo da temporada de ciclones na região da Austrália de 2009-2010, Magda formou-se de uma área de perturbações meteorológicas sobre o mar de Arafura em 19 de janeiro. Seguindo lentamente para sul, o sistema se tornou um ciclone tropical significativo no dia seguinte e se intensificou gradualmente, atingindo o pico de intensidade como um ciclone tropical severo em 21 de janeiro, com ventos máximos sustentados de 120 km/h (1 minuto sustentado), segundo o Joint Typhoon Warning Center (JTWC), ou 130 km/h (10 minutos sustentados), segundo o Centro de Aviso de Ciclone Tropical de Perth. Logo em seguida, Magda atingiu a costa noroeste australiana e se dissipou rapidamente sobre o interior desértico do país.
Magda causou apenas danos mínimos nas regiões esparsamente povoadas do norte da Austrália Ocidental, sem registros de vítimas.

## História meteorológica

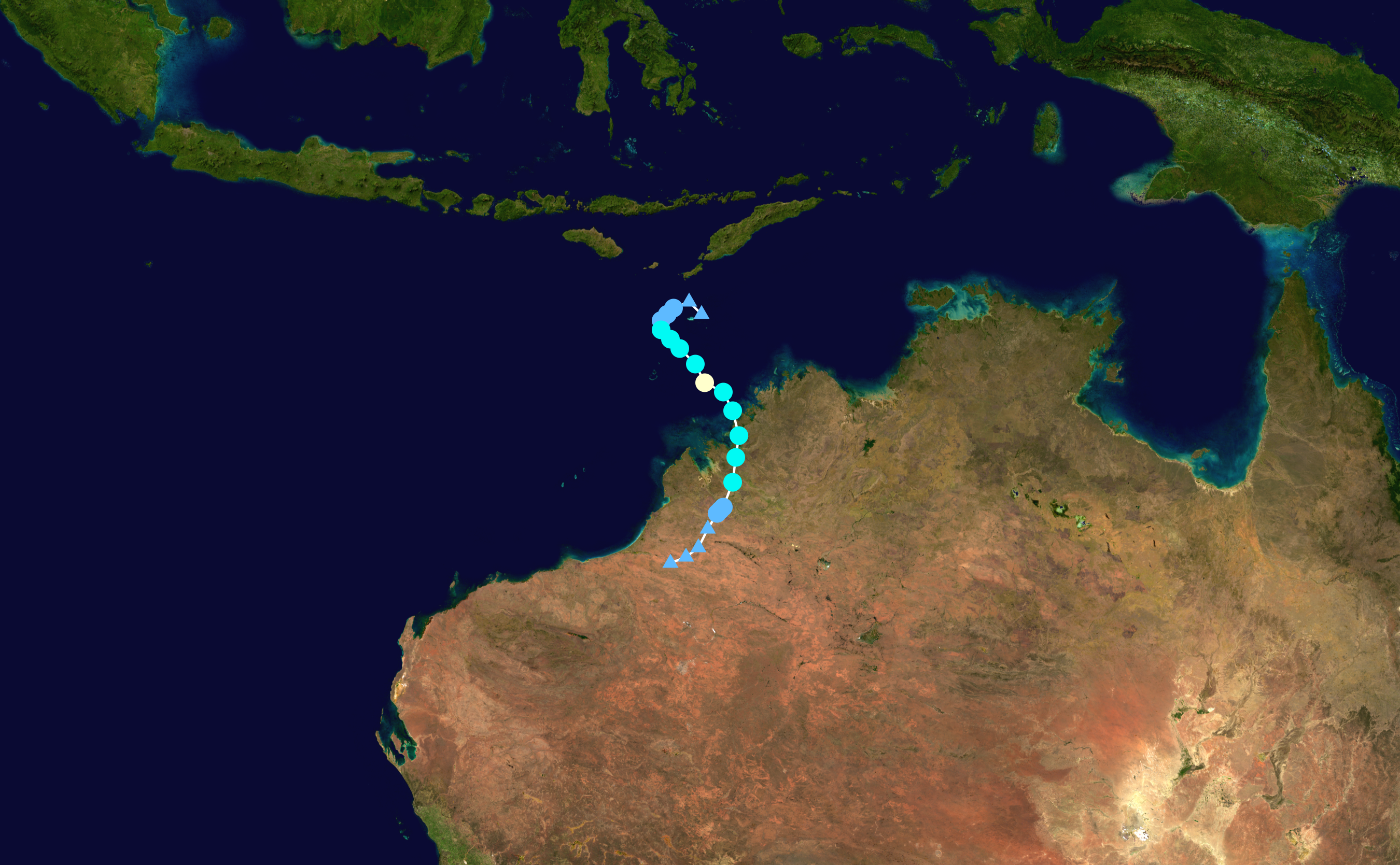
O caminho de Magda

O ciclone tropical severo Magda formou-se de uma área de perturbações meteorológicas que começou a mostrar sinais de organização em 19 de janeiro, a cerca de 650 km a norte-nordeste de Port Hedland, Austrália Ocidental. Inicialmente, o sistema já apresentava um centro ciclônico de baixos níveis bem definido, com várias áreas de convecção profunda em formação. A perturbação estava numa região com boas condições meteorológicas, como baixo cisalhamento do vento e bons fluxos de saída. Enquanto isso, o Centro de Aviso de Ciclone Tropical (CACT) de Perth, subordinada ao Bureau of Meteorology, a agência meteorológica australiana e designada pela Organização Meteorológica Mundial (OMM) para a monitoração de ciclones tropicais no Oceano Índico Sudeste, classificou o sistema para uma baixa tropical e atribuiu-lhe a designação "06U". Com excelentes condições meteorológicas, a perturbação começou a se consolidar com a formação de adicionais áreas de convecção profunda ainda naquele dia. Com a formação das primeiras bandas curvadas de tempestade, o Joint Typhoon Warning Center (JTWC), órgão da Marinha dos Estados Unidos responsável pela monitoração de ciclones tropicais, emitiu um Alerta de Formação de Ciclone Tropical (CACT) sobre o sistema, que significava que a perturbação poderia se tornar um ciclone tropical significativo entre 12 a 24 horas. O sistema continuou a se consolidar em 20 de janeiro, e o CACT de Perth classificou o sistema para um ciclone tropical significativo ainda naquela tarde (UTC), atribuindo-lhe o nome "Magda". Magda continuou a se intensificar naquele dia, e naquela noite (UTC), o JTWC também classificou o sistema para um ciclone tropical significativo, atribuindo-lhe a designação "08S"; naquele momento, as imagens de satélite no canal micro-ondas já indicavam a formação de um olho no centro de suas áreas de convecção profunda.

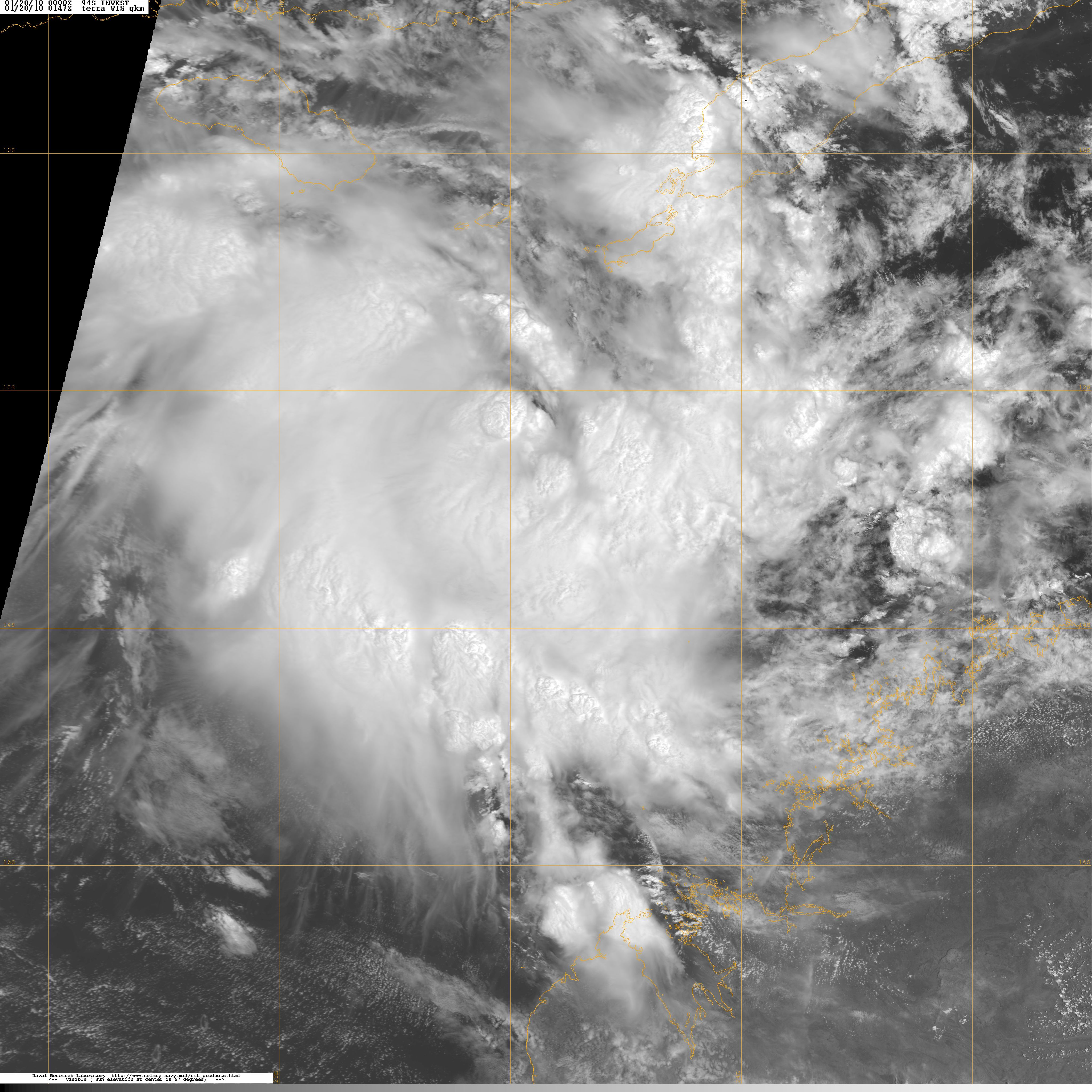
O ciclone Magda em 20 de janeiro

Seguindo inicialmente para sul-sudeste pela periferia de uma alta subtropical a oeste, Magda continuou a se intensificar rapidamente devido aos excelentes fluxos de saída de altos níveis associados à presença de um cavado de altos níveis próximo. Com isso, o CACT de Perth classificou Magda para um ciclone tropical de categoria 2 na escala australiana no início da madrugada (UTC) de 21 de janeiro. O aumento do cisalhamento do vento impediu Magda de sofrer uma intensificação explosiva sobre o mar favoravelmente quente ao largo da costa da região de Kimberley, na Austrália Ocidental. Com isso, Magda atingiu seu pico de intensidade ainda naquela noite (UTC), com ventos máximos sustentados de 120 km/h (1 minuto sustentado), segundo o JTWC, ou 130 km/h (10 minutos sustentados) e uma pressão atmosférica central mínima de 975 hPa, segundo o CACT de Perth.
Momentos depois, Magda fez landfall na costa do norte da Austrália Ocidental, na baía de Kuri, perto da cidade de Derby, durante seu pico de intensidade. Sobre terra, Magda começou a se enfraquecer rapidamente, e logo deixou de ser um ciclone tropical severo ainda no início da madrugada (UTC) de 22 de janeiro, segundo o CACT de Perth. Magda continuou a se enfraquecer rapidamente sobre o norte da Austrália Ocidental naquele dia, e o CACT de Perth desclassificou o sistema para um ciclone tropical de categoria 1 na escala australiana ainda naquela manhã (UTC), e para uma baixa tropical remanescente ainda no início daquela tarde, quando o CACT de Perth emitiu seu aviso final sobre o sistema. Mais tarde naquele dia, o JTWC também emitiu seu aviso final sobre o sistema. A área de baixa pressão remanescente de Magda seguiu sobre o interior desértico da Austrália Ocidental até se dissipar completamente no início da madrugada (UTC) de 26 de janeiro.

## Preparativos e impactos

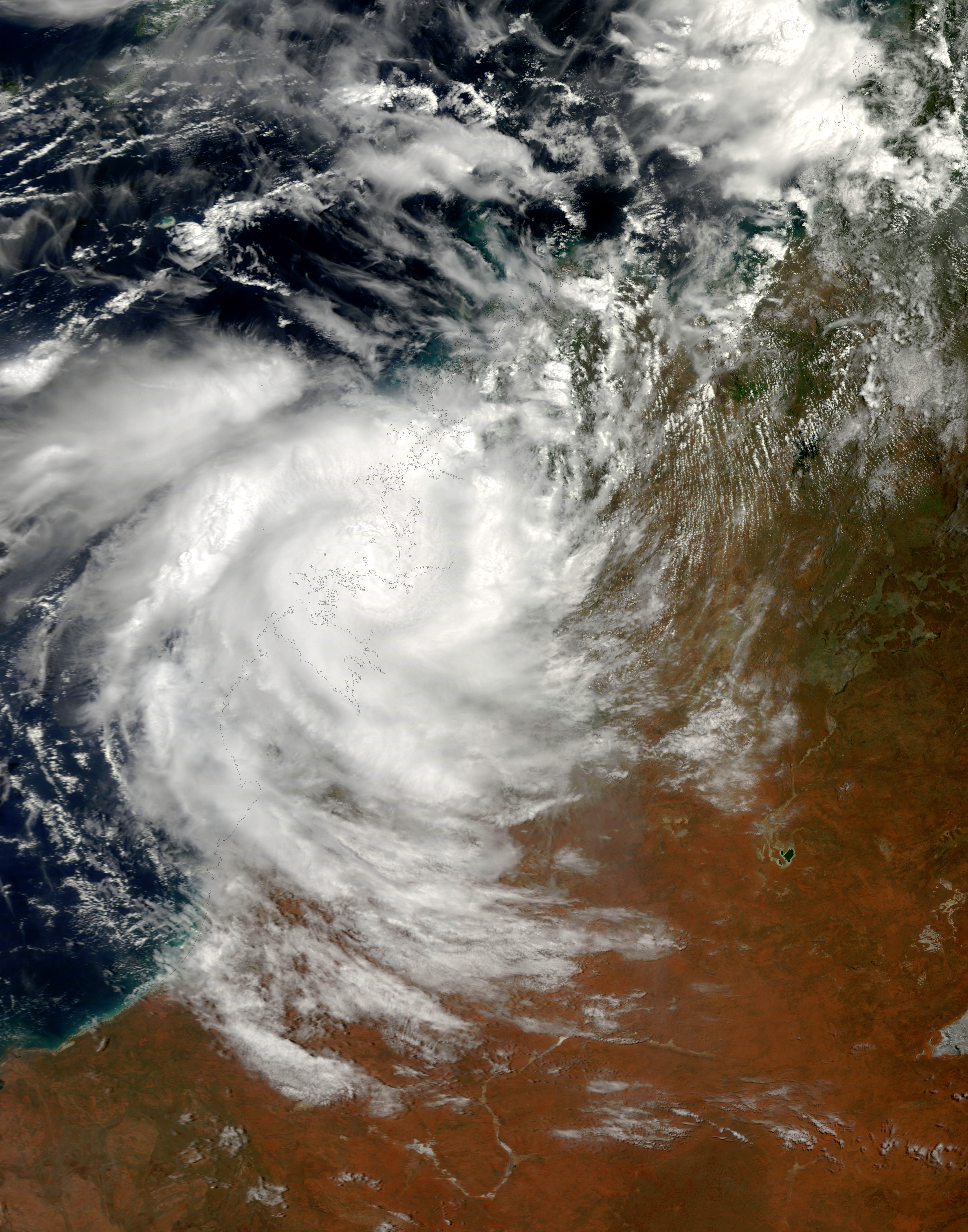
O ciclone tropical Magda pouco depois de atingir o noroeste da Austrália, em 22 de janeiro

A mineradora Mount Gibson Iron teve que interromper suas atividades na ilha Koolan, na região de Kimberley, devido à ameaça de Magda; 228 empregados foram retirados da ilha, embora 64 pessoas permanecessem na ilha. O Bureau of Meteorology, a agência meteorológica australiana, emitiu um alerta vermelho para as comunidades em torno da baía de Kuri. A Agência também emitiu alertas amarelo e azul para as áreas próximas, incluindo a cidade de Derby.
Na baía de Kuri, onde há fazendas marítimas de exploração de pérolas, houve relatos de danos a embarcações e a algumas construções, mas sem vítimas, já que todos os 20 moradores da comunidade de baía de Kuri procuraram abrigos de emergência.